# Téléphérique de la Mer-de-Glace
Ne doit pas être confondu avec Télécabine de la Mer-de-Glace (1988-2023) ou Télécabine de la Mer-de-Glace.
Le téléphérique de la Mer-de-Glace est une ancienne remontée mécanique de France située en Haute-Savoie, sur la commune de Chamonix-Mont-Blanc. Première remontée mécanique au Montenvers, il reliait la gare d'arrivée du chemin de fer du Montenvers à la Mer de Glace située en contrebas à partir de 1961. En 1988, il est remplacé par une télécabine implantée sur un nouveau site un peu plus au nord. À partir de février 2024, une nouvelle télécabine remplace l'ancienne et reprend globalement le même itinéraire que le téléphérique.

## Géographie

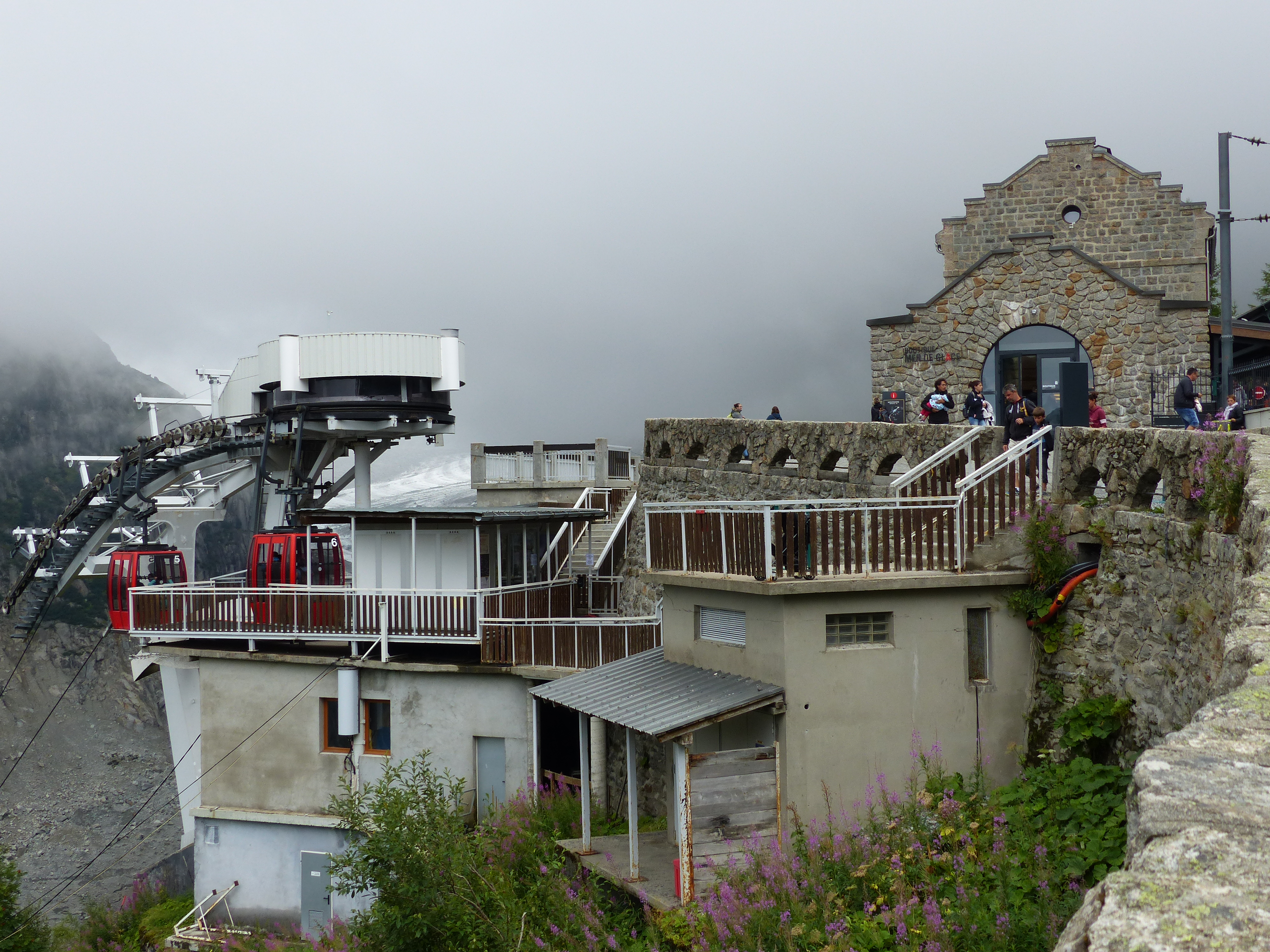
Vue en août 2018 de la gare d'arrivée de la première télécabine de la Mer-de-Glace à gauche qui réutilise la plateforme de la machinerie du téléphérique ; à droite, la gare du Montenvers du chemin de fer à crémaillère.

Le téléphérique est situé en Haute-Savoie, dans le massif du Mont-Blanc, sur le site du Montenvers implanté sur l'ubac des aiguilles de Chamonix, dominant le hameau des Bois de Chamonix-Mont-Blanc dont le chef-lieu se trouve au sud-ouest. Ce site touristique, point de vue privilégié pour son panorama sur notamment la Mer de Glace, les Drus et les Grandes Jorasses, est accessible par un chemin de fer à crémaillère au départ de Chamonix et emprunté par près d'un million de personnes par an, essentiellement durant la période estivale. L'offre touristique du site qui comprend boutiques, restaurants, hôtel ou encore musée est également complétée par une grotte de glace creusée chaque année par la même famille dans le glacier, à plus de 100 mètres en contrebas du Montenvers. Le téléphérique permet ainsi de s'affranchir d'une partie du dénivelé qui peut être accompli à pied par un sentier de randonnée.
Du fait de l'implantation des différents sites desservis par la remontée mécanique, celle-ci est préférentiellement empruntée en aller-retour depuis l'amont vers l'aval. La gare amont est édifiée en bordure de la terrasse la plus haute du Montenvers, à proximité immédiate de la gare terminus du chemin de fer à crémaillère, à 1 910 mètres d'altitude. La gare aval est située au sud-est, à 1 774 mètres d'altitude soit 136 mètres plus bas,. L'unique cabine de 45 places puis 70 places à partir de 1972 effectue des rotations en va-et-vient entre les deux gares. La gare amont est particulière dans le sens où elle n'abrite que les quais, la machinerie étant déportée, située quelques mètres plus loin dans un bâtiment annexe au pied de la terrasse.

## Histoire

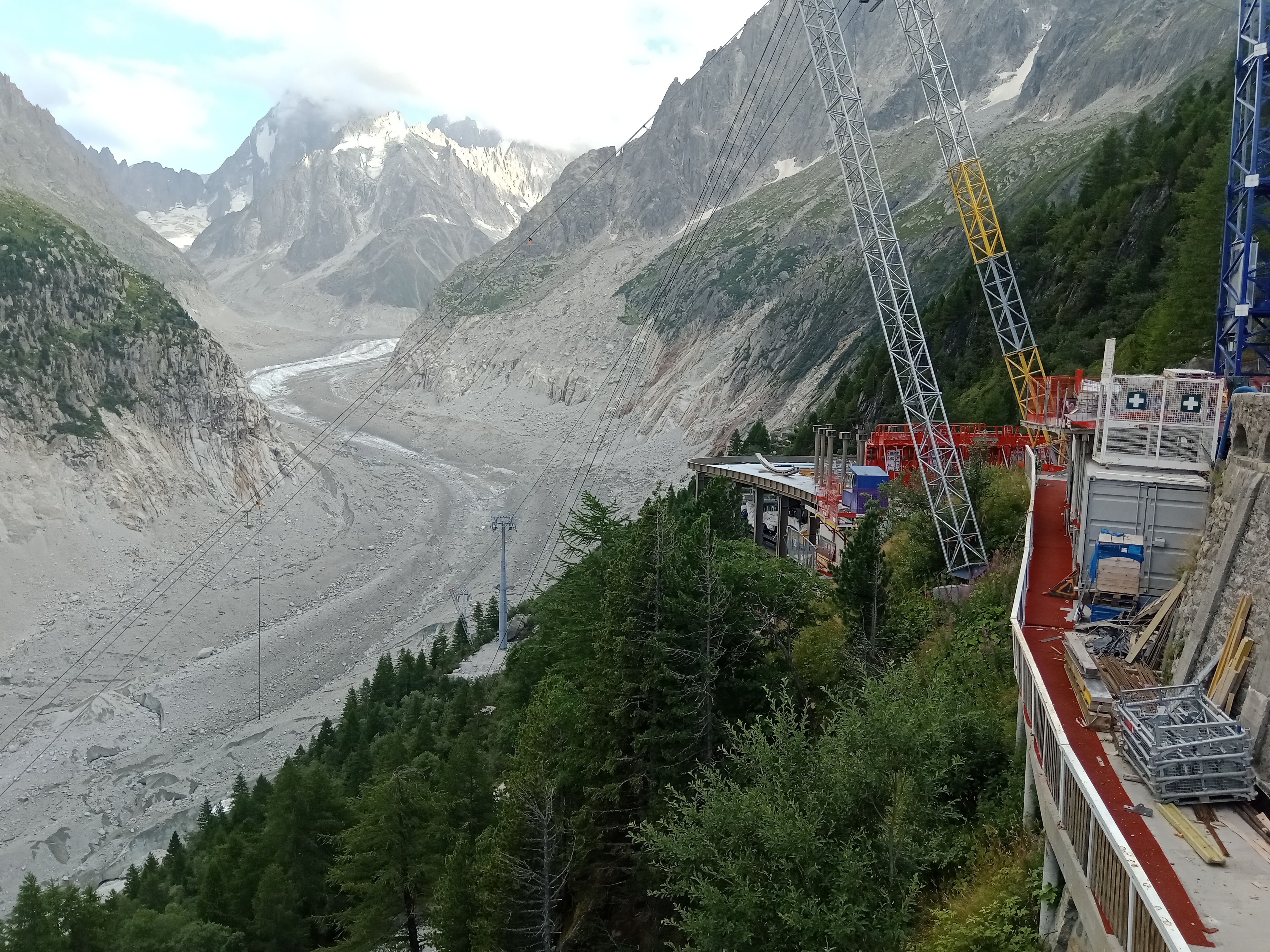
La nouvelle télécabine de la Mer-de-Glace en construction en août 2023 sur le tracé du téléphérique.

Avec le développement touristique de la vallée de Chamonix à partir du début du XVIIIe siècle et surtout avec l'arrivée du train à crémaillère en 1909, le site du Montenvers connait une affluence croissante. Afin de faciliter l'accès des visiteurs à la Mer de Glace et à sa grotte de glace en leur épargnant un trajet à pied conséquent sur un sentier escarpé, l'idée d'une remontée mécanique s'impose rapidement après-guerre. Le téléphérique construit par Câbles et Monorails Ets Mancini basé à Grenoble ouvre en 1961 entre la terrasse panoramique et un site en bordure du glacier au sud-est. Les visiteurs n'ont alors plus à franchir à pied la bonne centaine de mètres de dénivelé sur un sentier qui se retrouve quasi continuellement congestionné, ce qui occasionne même quelques accidents de personnes. La fréquentation est telle que le téléphérique est victime de son succès ; la première cabine d'une capacité de 45 places est alors remplacée par une nouvelle de 70 places en 1972.
En dépit de son succès, son avenir est condamné quand la crue que connaissent les glaciers alpins dont la Mer de Glace dans les années 1980 fait craindre une menace directe sur la gare aval du téléphérique. En 1987, la chute de la passerelle permettant l'accès à la grotte de glace et supportant trente personnes fait trois morts. Le téléphérique est alors remplacé en juillet 1988 par une télécabine dont la gare aval est implantée sensiblement à la même altitude mais plus au nord, ce qui la garde à distance de la glace qui s'écoule en aval. Certains éléments du téléphérique sont réutilisés pour la télécabine, notamment le bâtiment abritant la machinerie du téléphérique qui sert de gare amont à la télécabine. 
Face au recul de la Mer de Glace depuis les années 1990 et surtout au cours du XXIe siècle, l'accès à pied au glacier depuis la gare aval de la télécabine se complique si bien que la première télécabine est démontée et remplacée par une nouvelle qui reprend en février 2024 approximativement le tracé de l'ancien téléphérique,,.